# Мангеттен (Монтана)
Мангеттен (англ. Manhattan) — місто (англ. town) в США, в окрузі Ґаллатін штату Монтана. Населення — 2086 осіб (2020).

## Географія
Мангеттен розташований за координатами 45°51′19″ пн. ш. 111°19′33″ зх. д. / 45.85528° пн. ш. 111.32583° зх. д. (45.855355, -111.325933).  За даними Бюро перепису населення США в 2010 році місто мало площу 5,00 км², уся площа — суходіл. В 2017 році площа становила 4,53 км², уся площа — суходіл.

## Демографія
Згідно з переписом 2010 року, у місті мешкало 1520 осіб у 622 домогосподарствах у складі 405 родин. Густота населення становила 304 особи/км².  Було 733 помешкання (147/км²).
Расовий склад населення:
| - 96,2 % — білих - 0,7 % — азіатів - 0,3 % — корінних американців - 0,1 % — вихідців з тихоокеанських островів - 0,1 % — чорних або афроамериканців |

До двох чи більше рас належало 2,3 %. Частка іспаномовних становила 2,6 % від усіх жителів.
За віковим діапазоном населення розподілялося таким чином: 25,8 % — особи молодші 18 років, 59,0 % — особи у віці 18—64 років, 15,2 % — особи у віці 65 років та старші. Медіана віку мешканця становила 41,2 року. На 100 осіб жіночої статі у місті припадало 104,6 чоловіків;  на 100 жінок у віці від 18 років та старших — 102,2 чоловіків також старших 18 років.
Середній дохід на одне домашнє господарство  становив 64 610 доларів США (медіана — 52 135), а середній дохід на одну сім'ю — 81 688 доларів (медіана — 67 083). Медіана доходів становила 49 583 долари для чоловіків та 31 645 доларів для жінок. За межею бідності перебувало 5,3 % осіб, у тому числі 3,4 % дітей у віці до 18 років та 7,6 % осіб у віці 65 років та старших.
Цивільне працевлаштоване населення становило 677 осіб. Основні галузі зайнятості: освіта, охорона здоров'я та соціальна допомога — 27,8 %, науковці, спеціалісти, менеджери — 11,2 %, мистецтво, розваги та відпочинок — 10,6 %.